# Корино (Нижегородская область)
Корино — село в Шатковском районе Нижегородской области России.

## Название
Существует несколько возможных этимологий названия села:
- лингвист Г. П. Смолицкая предложила 2 версии[2]:

- от русского слова «корь» («карь») — лесок, находящийся на месте вырубки;
- от слова «корь», являющегося сокращением глагола «корчевать».

- топонимист Е.М. Поспелов считает, что топонимы Карино/Корино могут происходит от личного некалендарного имени Карь/Корь[3];
- краевед Е. И. Парадеев предложил 4 версии[4][5]:

- от эрзянского русизма «керь»/«керень», означающего «лубок»/«лубяной»;
- от эрзянского слова «карь»/«карине», означающего «лапоть»/«лапоток»;
- от эрзянского слова «керямс», означающего «рубить»;
- от эрзянского имени Карян, образованного либо от эрзянского русизма «корямс» — «укорять», либо от эрзянского «карамс» — «долбить, копать», либо от эрзянского «карямс» — «обувать».

## География
Село Корино стоит при прудах на речке Варварке, в 2 км севернее впадающей в реку Елховку (Вонячку), а в 2.5 км западнее села протекает речка Лапшинка, также впадающая в Елховку. В 2 км к юго-востоку от села протекает речка Кишкилей.

## История

### Древнейшее время
В 7-8 км к юго-востоку от села находится Федоровское городище (в просторечии — «Стенькин городок») — археологический памятник эрзян второй половины X — первой половины XI вв., служивший оборонительным и ремесленным целям.
Рядом с селом расположен коринский (хиринский) могильник — археологический памятник XII—XVII вв., в котором выделяются 2 слоя захоронений: XII—XIII веков (грунтовые погребения) и XVI—XVII веков (грунтовые и курганные погребения).
Е. И. Горюнова, одна из основных исследовательниц могильника, считала, что до конца XVI века деревня Корина располагалась севернее — рядом с могильником XII—XIII веков, а могильник XVI—XVII веков образовался эрзянами Кориной и других деревень уже после её переноса на новое место. В частности, это подтверждается названием поля, лежащего к востоку от могильника: «Старое Корино».

### Русское царство
Кирдяновский (Кирдановский) беляк, в состав которого, по сведениям XVII века, входила деревня Корина, был присоединен к русскому государству во времена царя Василия Тёмного, в 1-й половине XV века.
В 1552 году через коринские земли проходила «Царева сакма» — дорога, соединявшая Муром и Казань, по которой шло войско Ивана Грозного.
Примерно с 1564 года земли Кирдяновского беляка вошли в состав новосозданного Арзамасского уезда.
В 1585 году деревня Корина была учтена в подворной переписи. Материалы переписи не сохранились, но на них ссылается перепись 1628 года, указывая количественное изменение оброка за прошедшие годы.
В 1591 году деревня Корина упоминается в документе о продаже бортного ухожая.
В 1601 году деревня Корина упоминается в документе об отказе Д. Бурцову и А. Тоузакову бывшего имения Ф. Лопатина.
В «Книге письма и меры Дмитрея Юрьевича Пушечникова да подьячего Офонасья Костяева 7132 [1623/24]-го, и 7133 [1624/25]-го, и 7134 [1625/26]-го году Алатарскаго уезда татарским, и буртарским, и мордовским вотчинам бортным ухожьем.» деревня Корина Арзамасского уезда упоминается 7 раз: Кокина, Корино, Корино, Кокино, Корино, Корино, Корино.
В 1628 году, на момент подворной переписи, упоминается как деревня Корино на речке Варварке Кирдяновского беляка Утишного стана Арзамасского уезда. Мужское население — 70 человек мордвы в 58 дворах.
В 1641 году, на момент подворной переписи, упоминается как деревня Корино. Мужское население — 135 человек мордвы в 77 дворах.
В 1646 году, на момент подворной переписи, упоминается как деревня Корино Тешского стана Арзамасского уезда. Мужское население — 175 человек мордвы в 71 дворе.
В 1678 году, на момент подворной переписи, упоминается как деревня Корино на речке Варварке Кирдяновского беляка Утишного стана Арзамасского уезда. Мужское население — 77 человек мордвы в 39 дворах.
В 1719 году, на момент 1-й подушной переписи, упоминается как ясачная деревня Корина Утишного стана Арзамасского уезда. Мужское население — 303 человека мордвы и 2 новокрещена.

### Российская империя

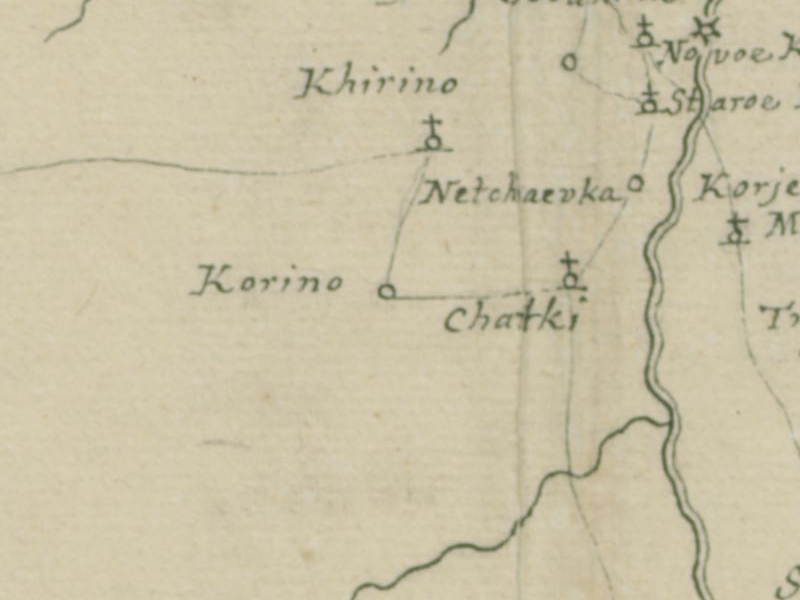
Деревня Корина на карте окрестностей Арзамаса 1724 года

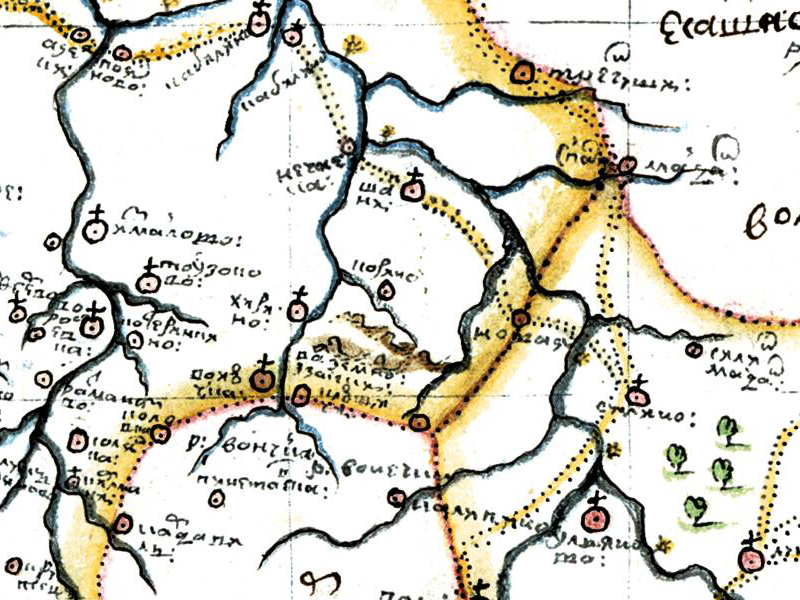
Деревня Корина на ландкарте Арзамасского уезда 1725 года

В 1742 году жители деревни Кориной приняли крещение от иерея Московского Архангельского собора Антипа Мартинианова.
В 1745 году, на момент 2-й подушной переписи, упоминается как дворцовая деревня Корина. Мужское население — 206 человек новокрещенов из мордвы.
В 1762 году, на момент 3-й подушной переписи, упоминается как дворцовая деревня Корина Утишного стана Арзамасского уезда. Население — 574 человека новокрещенов из мордвы: 288 мужчин и 286 женщин.
В 1766 году жители деревни Кориной, в числе 101 двора, попросили разрешить им построить Церковь во имя Николая Чудотворца, так как в приходе села Хирина слишком много людей, а во время половодья туда сложно добираться.
В 1782 году, на момент 4-й подушной переписи, упоминается как дворцовая деревня Корина Арзамасской округи Нижегородского наместничества. Население — 1023 человека: 530 мужчин и 493 женщины.
В 1795 году, на момент 5-й подушной переписи, упоминается как дворцовая деревня Корина Арзамасской округи Нижегородского наместничества. Население — 1101 человек: 546 мужчин и 555 женщин.
В 1796 году жители деревни Кориной повторно просили разрешения построить у них Церковь во имя Святителя и Чудотворца Николая, так как, во время половодья, им туда сложно добираться до церкви в Хирине.
В 1796 году деревня Корина, как и соседние деревни Кардавиль и Понетаевка, пожалована действительному статскому советнику В. И. Баженову в вечное потомственное владение.

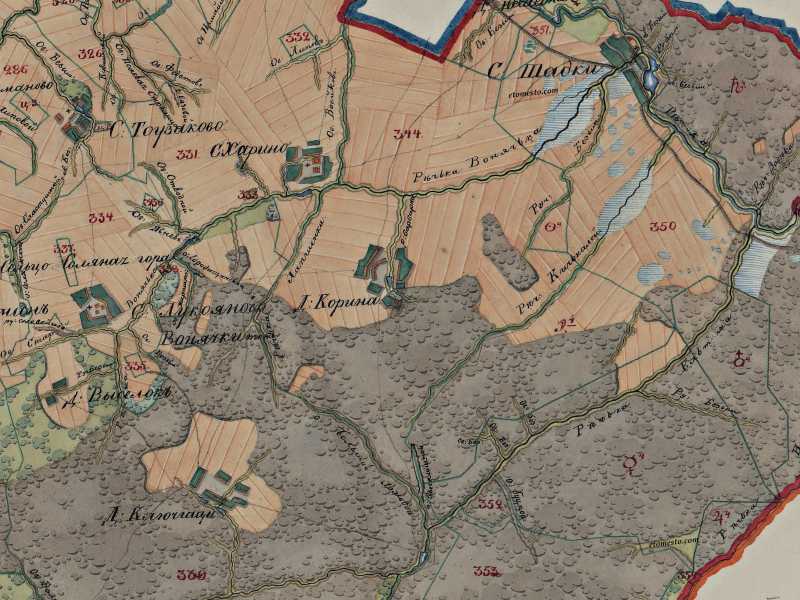
Деревня Корина на Плане генерального межевания Ардатовского уезда Нижегородской губернии 1800 года

В 1811 году, на момент 6-й подушной переписи, упоминается как помещичья деревня Корина Арзамасского уезда Нижегородской губернии. Мужское население — 456 человек. Помещики: генерал-майор и кавалер К. В. Баженов, генерал-майор В. В. Баженов и полковник В. В. Баженов.
В 1816 году, на момент 7-й подушной переписи, упоминается как помещичья деревня Корина Арзамасского уезда Нижегородской губернии. Помещики: генерал-майор и кавалер К. В. Баженов, генерал-майор В. В. Баженов и полковник В. В. Баженов.
В 1834 году, на момент 8-й подушной переписи, упоминается как помещичья деревня Корина Арзамасского уезда Нижегородской губернии. Помещики: генерал-майор и кавалер К. В. Баженов, генерал-майор В. В. Баженов, полковник В. В. Баженов, М. М. Аверкиев, А. Д. Копиев.

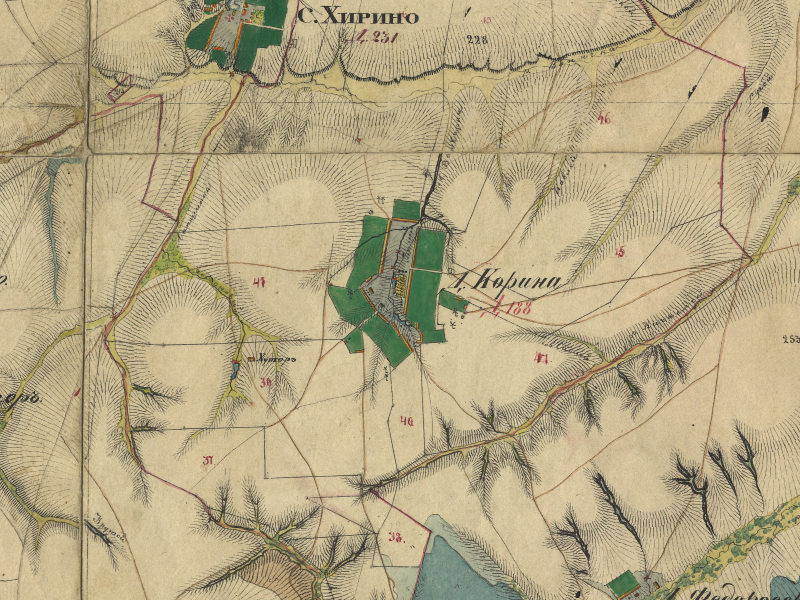
Деревня Корина на карте Менде Нижегородской губернии 1848 года

В 1850 году, на момент 9-й подушной переписи, упоминается как сельцо Корино Арзамасского уезда Нижегородской губернии. Население — 1061 человек: 506 мужчин и 555 женщин. Помещики: Ю. А. Копьев и Н. А. Фрейган (Копьева), М. М. Аверкиев, О. А. Баженова, Г. Н. Виноградов.
В 1851 году были утверждены результаты генерального межевания, начатого в 1785 году, по деревне Кориной, где отмечены следующие помещики: малолетние дети майора В. В. Баженова, штабс-капитан Г. Н. Виноградов, поручик В. П. Лукин.
В 1858 году, на момент 10-й подушной переписи, упоминается как сельцо Корино Арзамасского уезда Нижегородской губернии. Население — 1155 человек: 531 мужчина и 624 женщины. Помещики: А. В. и М. В. и С. В. и О. В. Баженовы, капитан Г. Н. Виноградов.
В 1859 году в Кориной было 1064 жителя в 156 дворах: 536 мужчин и 528 женщин.
В 1862 году Нижегородский старший городской архитектор И. Ф. Небольсин разработал для деревни Кориной проект Церкви во имя Святой Варвары Великомученицы: в том же году проект был утвержден, после чего началось строительство, завершившееся в 1864 году — Корино стало селом.
В 1867 году в Корине было открыто сельское училище в церковном доме.
В 1869 году сельское училище было перенесено в общественный дом. На тот год обучение проходило 30 русских и 40 мордовских мальчиков.
К середине 1872 года временнообязанные крестьяне О. В. Баженовой, С. В. Бабуровой и М. В. Фадеевой завершили выкуп своих земельных наделов.
В 1873 году село Корино входило в состав Хиринской волости, в нем было 1 училище, 1 учащий и 42 учащихся мальчиков.
В 1874 году село Корино входило в состав Хиринской волости, в нем было 1 училище, 2 учащих и 68 учащихся: 67 мальчиков и 1 девочка.
В 1875 году в селе Корине было 1394 жителя: 633 мужчины (8 духовного ведомства, 62 военных, 5 статских, 6 мещан/купцов, 6 дворовых и 546 крестьян) и 761 женщина (11 духовного ведомства, 95 военных, 8 статских, 4 мещанки/купчихи, 11 дворовых и 632 крестьянки). На тот момент, село Корино входило в состав Хиринской волости, в нем было 1 училище, 2 учащих и 58 учащихся: 49 мальчиков и 9 девочек.
В 1878 году село Корино входило в состав Хиринской волости, в нем было 1 училище, 2 учащих и 45 учащихся.
К началу 1886 года временнообязанные крестьяне Г. Н. Виноградова завершили выкуп своих земельных наделов. В том же году Корино входило в состав Хиринской волости.
В 1895 году село Корино входило в состав Хиринской волости Арзамасского уезда, в нем был 1331 житель: 652 мужчины и 679 женщин.
В 1897 году, на момент переписи населения, в селе Корине было 1360 жителей: 624 мужчины и 736 женщин.
В 1904 году была описана церковь села Корина: храм каменный, 1864 года постройки, а в нем престолы — главный, холодный, во имя великомученицы Варвары, да правый придел, теплый, во имя святого Николая Чудотворца, да левый придел, теплый, во имя святой Анны Пророчицы. Прихожан 1461 человек: 695 мужчин и 766 женщин. Иерей — А. Ф. Барминский (1868 г.р.), псаломщик — А. И. Преображенский (1834 г.р.), староста — Т. Я. Тябин.
В 1907 году в Коринской земской сельской школе было 67 учеников.
В 1911 году жители села Корина относились к 2 крестьянским обществам:
- общество бывших Баженовых (Богодуровых) — 83 двора;
- общество бывшего Виноградова — 207 дворов.

В 1914 году в селе Корине Арзамасского уезда было 1767 жителей. В том же году в Коринском двухклассном земском сельском училище было 3 преподавателя: священник-законоучитель и 2 учителя.
В 1915 году в селе Корине Арзамасского уезда было 1767 жителей. В том же году в Коринском двухклассном земском сельском училище было 3 преподавателя: священник-законоучитель и 2 учителя.
В 1916 году в селе Корине было 1770 жителей.

### Советский Союз
В начале 1920-х были образованы выселки из села Корина: Знаменка, Федоровка, Покровка, Федоровский карьер. Часть населения села переехала туда.
В 1926 году в селе Корине жило 1636 человек в 340 дворах.
В 1939 году Варваринская церковь была закрыта и превращена в склад.
В 1959 году в селе Корине Архангельского сельсовета Шатковского района Нижегородской области было 669 жителей.
В конце 1960-х — начале 1970-х здание Коринского сельского училища было разобрано.

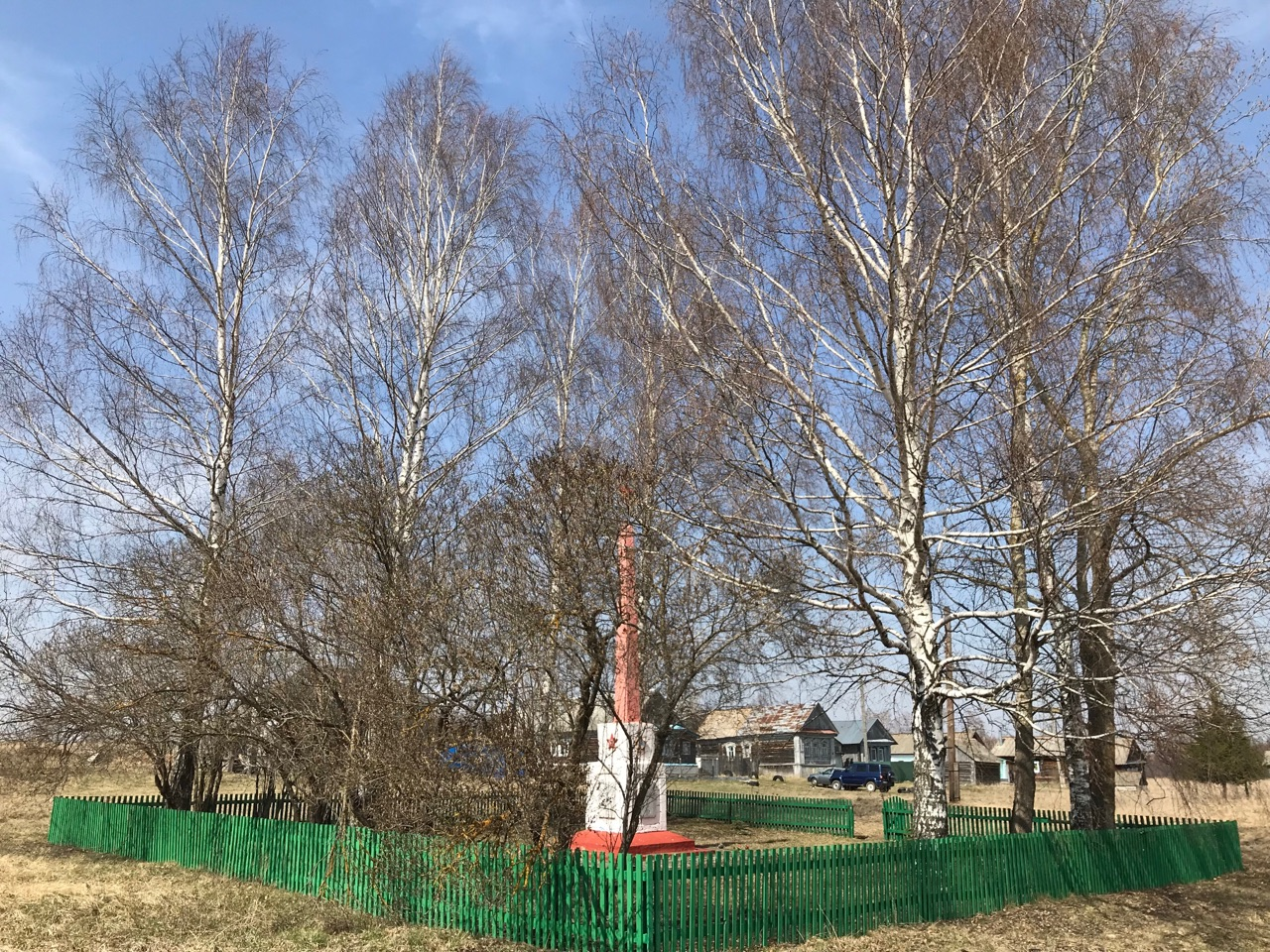
Обелиск в селе Корине

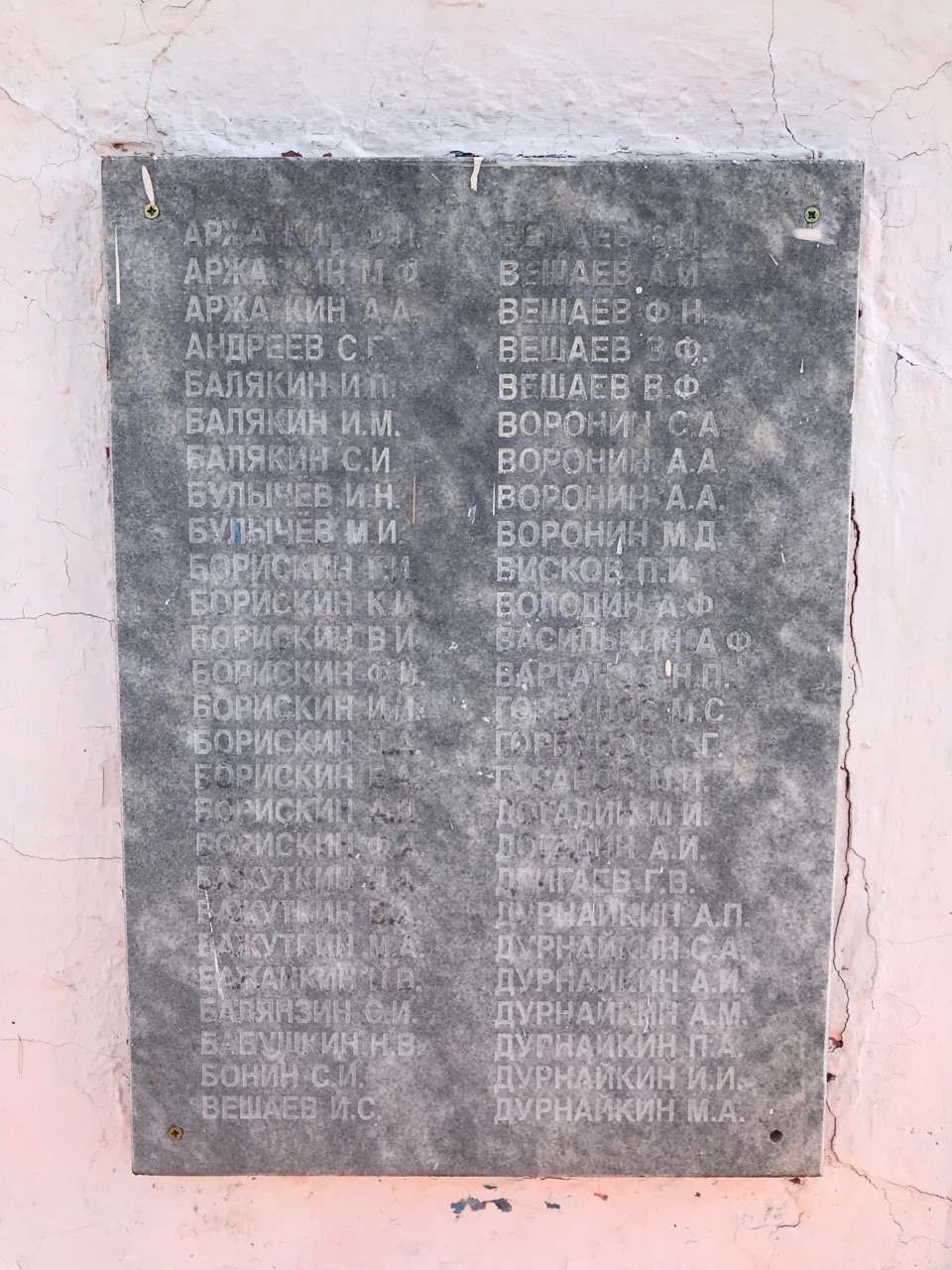
Фамилии на обелиске в селе Корине

Во второй половине XX века в селе был возведен памятник погибшим в Великой Отечественной войне.

### Российская Федерация
В начале 1990-х сгорело обветшавшее здание Варваринской церкви.
В 2000 году в селе был выявлен сохранившийся фундамент Церкви святой Варвары — в том же году он был причислен к объектам историко-культурного наследия. Помимо него, в селе частично сохранилась часовня.
В 2002 году, на момент переписи населения, в селе Корине было 116 жителей: 45 мужчин и 71 женщина.
В 2010 году, на момент переписи населения, в селе Корине было 90 жителей: 46 мужчин и 44 женщины.

## Язык
Язык села Корина относится к говорам кардавильского типа 4-й (верхнепьянской, северо-западной) группы говоров III-го (северо-западного) типа диалектов эрзянского языка.

## Экономика
Организации АПК:
- КФХ «Коджаев У. И.» — Молочное животноводство

## Люди, связанные с селом
- Михаил Петрович Ширяев — старший унтер-офицер 5-й роты 38-го пехотного Тобольского генерала графа Милорадовича полка, кавалер Георгиевского креста 1-й степени (29.08.1915);
- Фёдор Иванович Борискин — Герой Советского Союза;
- Сергей Арсентьевич Барминский — один из основателей ФК Динамо (Киев).

## Население
| Численность мужского населения по годам |
|                                         |

## Улицы
- улица Борискина
- улица Советская
- улица Центральная